# Antonio Hernández Pérez
Antonio Hernández Peréz (La Fregeneda, 13 de agosto de 1875 - 23 de noviembre de 1933) fue un abogado y político español, diputado a las Cortes Españolas durante la Restauración borbónica en España.

## Biografía
Nació en un pueblo de Salamanca, pero su familia era originaria de Guardamar del Segura. Licenciado en derecho, obtuvo una plaza de registrador de la propiedad en Elche, donde vivió el resto de su vida. Ideológicamente era católico y monárquico, y fue elegido diputado por el distrito de Villena dentro de la fracción liberal demócrata del Partido Liberal (España, Restauración) en las Elecciones generales de España de 1923. En 1930 intentó rehacer el Partido Liberal con Trinitario Ruiz Valarino, pero finalmente se integró en la Derecha Regional Agraria. Con este partido formaría parte de la coalición Bloque Agrario Antimarxista a las Elecciones generales de España de 1933, pero murió durante la compaña electoral.